# Oral (Cazaquistão)
Oral (Cazaque: Орал; Russo: Уральск, Uralsk, também chamada de Ural'sk) é uma cidade ao noroeste do Cazaquistão, na confluência do Ural e os rios Chogan, na fronteira com a Rússia. Ela está localizada no lado oeste do rio Ural, ela é considerada geograficamente na Europa. Oral tem uma população de, aproximadamente, 210.600. Ela é a capital da província do Cazaquistão Ocidental. A composição étnica é denominada por russos (54%) e cazaques (34%).
Oral é um centro industrial e rural, e tinha um importante centro comercial antes de sua fundação. O tráfego da barca tem passagem de subida e descida do rio Ural entre o Mar Cáspio e os montes Urais por séculos. Hoje ela é o maior ponto de ingresso para o tráfego de trens da Europa para a Sibéria, servindo às muitos novas áreas de refinaria na bacia do Cáspio e às cidades industriais do sul dos montes Urais. A cidade tem um aeroporto, o Aeroporto Ak Zhol de Oral.

## Cidades-irmãs
- Ploieşti, Romênia